# Fred Saunders
James Frederick "Fred" Saunders (Columbus, Ohio, 13 de junio de 1951) es un exjugador de baloncesto estadounidense que jugó durante cuatro temporadas en la NBA. Con 2,00 metros de estatura, lo hacía en la posición de ala-pívot.

## Trayectoria deportiva

### Universidad
Jugó durante tres temporadas con los Ragin' Cajuns de la Universidad Louisiana-Lafayette, en las que promedió 6,5 puntos y 9,0 rebotes por partido, pero tras la suspensión del equipo por violar normas de la NCAA, su última temporada de universitario la disputó con los Orangemen de la Universidad de Syracuse, en la que promedió 7,3 puntos y 9,2 rebotes.

### Profesional
Fue elegido en la trigésimo primera posición del Draft de la NBA de 1974 por Phoenix Suns, y también por San Antonio Spurs en la cuarta ronda del draft de la ABA, fichando por los primeros. En su primera temporada contó con la confianza de su entrenador, John MacLeod, que lo alineó en 69 partidos como suplente, en los que promedió 6,1 puntos y 3,7 rebotes por partido. Sin embargo en la segunda pasó completamente desapercibido, saliendo a jugar solo en 17 encuentros.
Al finalizar la temporada fue despedido, fichando como agente libre por Boston Celtics, recuperando su posición como segundo ala-pívot del equipo tras Dave Cowens, promediando en su primer año con los Celtics 5,9 puntos y 3,3 rebotes por partido. Pero mediada la temporada 1977-78 fue traspasado a New Orleans Jazz a cambio de una segunda ronda del draft del 78. Allí acabó la temporada, y tras no ser renovado, optó por retirarse definitivamente.

## Estadísticas de su carrera en la NBA

### Temporada regular
| Temporada | Edad | Equipo      | Liga | P   | TIT | MIN  | TC  | TCA | %TC  | 3P | 3PA | %3P | TL  | TLA | %TL  | R.OF. | R.DEF. | REB | ASIS | ROB | TAP | PER | FP  | PTS |
| 1974-75   | 23   | Phoenix     | NBA  | 69  |     | 15.3 | 2.6 | 5.9 | .433 |    |     |     | 1.0 | 1.4 | .695 | 1.2   | 2.5    | 3.7 | 1.2  | 0.6 | 0.2 |     | 2.2 | 6.1 |
| 1975-76   | 24   | Phoenix     | NBA  | 17  |     | 8.6  | 1.6 | 3.8 | .438 |    |     |     | 0.4 | 0.6 | .545 | 0.6   | 1.5    | 2.2 | 0.8  | 0.3 | 0.1 |     | 1.4 | 3.6 |
| 1976-77   | 25   | Boston      | NBA  | 68  |     | 15.5 | 2.7 | 5.8 | .466 |    |     |     | 0.5 | 0.8 | .660 | 1.1   | 2.2    | 3.3 | 1.3  | 0.4 | 0.1 |     | 2.8 | 5.9 |
| 1977-78   | 26   | TOTAL       | NBA  | 56  |     | 11.5 | 1.8 | 4.2 | .423 |    |     |     | 0.5 | 0.6 | .722 | 0.7   | 1.3    | 2.0 | 0.8  | 0.4 | 0.3 | 0.8 | 1.9 | 4.0 |
| 1977-78   | 26   | Boston      | NBA  | 26  |     | 9.3  | 1.2 | 3.5 | .330 |    |     |     | 0.5 | 0.7 | .824 | 0.4   | 1.0    | 1.4 | 0.4  | 0.3 | 0.2 | 0.8 | 1.3 | 2.8 |
| 1977-78   | 26   | New Orleans | NBA  | 30  |     | 13.3 | 2.3 | 4.8 | .483 |    |     |     | 0.4 | 0.6 | .632 | 0.9   | 1.6    | 2.5 | 1.2  | 0.5 | 0.3 | 0.7 | 2.4 | 5.0 |
| Total     |      |             | NBA  | 210 |     | 13.8 | 2.3 | 5.2 | .443 |    |     |     | 0.6 | 0.9 | .682 | 1.0   | 2.0    | 3.0 | 1.1  | 0.4 | 0.2 | 0.8 | 2.2 | 5.3 |

### Playoffs
| Temporada | Edad | Equipo | Liga | P | MIN | TCA | TC | 3PA | 3P | TLA | TL | R.OF. | REB | ASIS | ROB | TAP | PER | FP | PTS | %TC  | %3P | %FT  | MIN | PTS | REB | AST |
| 1976-77   | 25   | Boston | NBA  | 9 | 66  | 12  | 33 |     |    | 5   | 6  | 1     | 9   | 5    | 1   | 0   |     | 21 | 29  | .364 |     | .833 | 7.3 | 3.2 | 1.0 | 0.6 |
| Total     |      |        | NBA  | 9 | 66  | 12  | 33 |     |    | 5   | 6  | 1     | 9   | 5    | 1   | 0   |     | 21 | 29  | .364 |     | .833 | 7.3 | 3.2 | 1.0 | 0.6 |

## Vida posterior
Tras retirarse, ejerció como profesor de educación física y entrenador de baloncesto en el Franklin Heights High School de su ciudad natal, Columbus.